# Ballagere, Tumkur
Ballagere là một làng thuộc tehsil Tumkur, huyện Tumkur, bang Karnataka, Ấn Độ.